# Jesuiten in Danzig
Jesuiten hatten in Danzig verschiedene Aufenthaltsorte von 1589 bis 1773 und seit 1945.

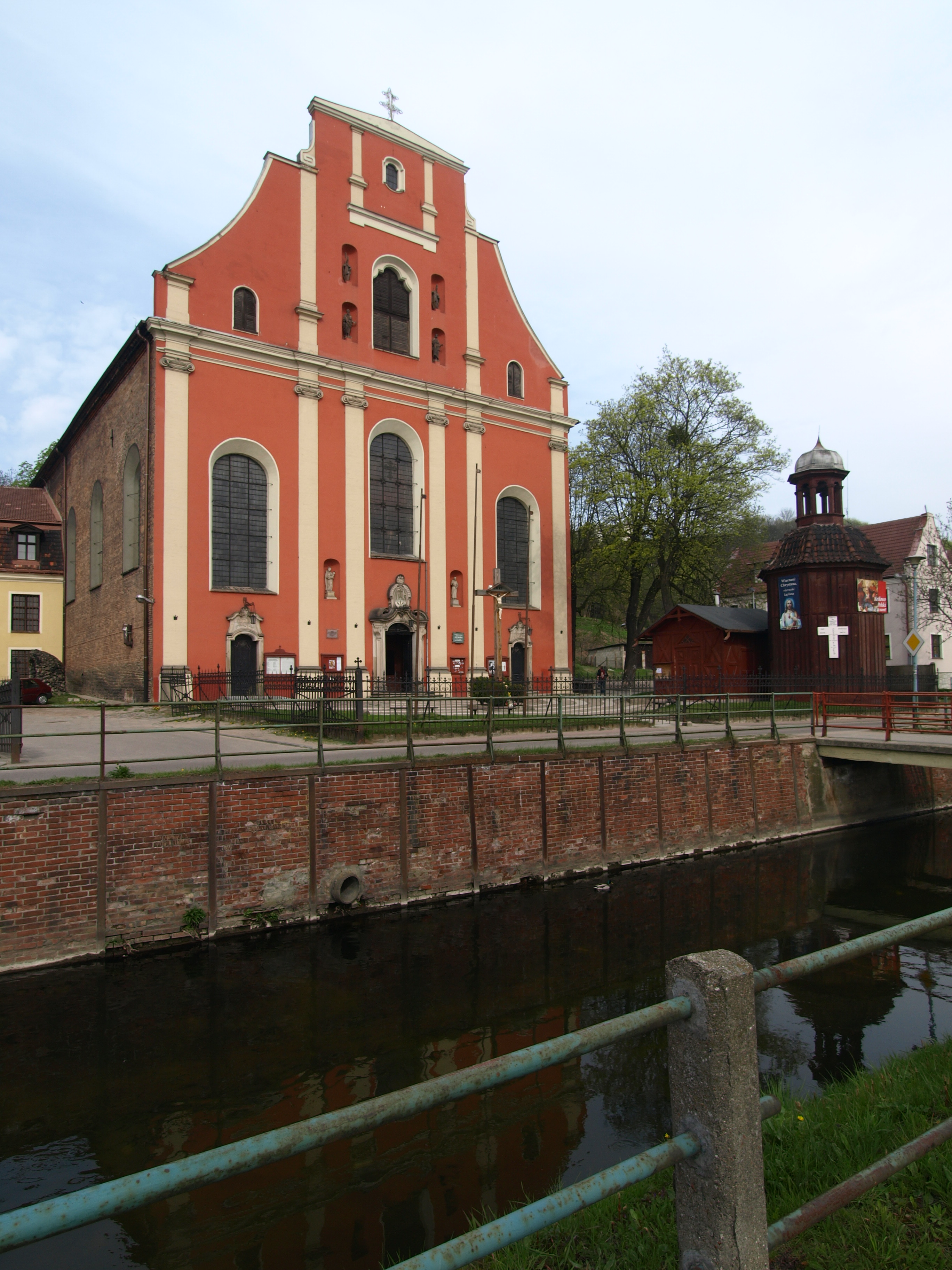
Ignatius-von-Loyola-Kirche in Alt-Schottland bei Danzig

## Geschichte
Von 1565 ist der erste Aufenthalt eines Jesuiten in Danzig bekannt, der in der Brigittenkirche drei Wochen lang predigte. Seit 1585 lebte mindestens ein Frater dauerhaft in Danzig. 1589 bezogen mehrere das Pfarrhaus (Pfarrhof) der Marienkirche. Sie durften in der Ursulakapelle der Nikolaikirche der Dominikaner ihre Gottesdienste halten. Im folgenden Jahr wurde ihnen das vom Rat der Stadt verboten. Seit dieser Zeit nutzten sie wahrscheinlich hauptsächlich eine Hauskapelle in ihrer Residenz an der Marienkirche.
Die Jesuiten waren in der Stadt unbeliebt, der Rat versuchte, ihre Tätigkeit mit allen Mitteln zu unterbinden. Der polnische König und der Bischof von Włocławek unterstützten sie dagegen, um einen Rekatholisierungsprozess in der überwiegend protestantischen Stadt einzuleiten.
1592 konnten die Jesuiten in Alt Schottland vor den Toren der Stadt eine Niederlassung gründen, da dieses zum weltlichen Territorium des Bischofs gehörte und dem rechtlichen Zugriff der Stadt entzogen war. In diesem Jahr wurde ihnen auch das Patronat über das Brigittenkloster in Danzig und deren sämtliche Güter und Besitz durch den Bischof übertragen. Im folgenden Jahr wurden die Nonnen  aufgefordert, das Kloster zu verlassen. Diese widersetzten sich, der Rat der Stadt unterstützte sie mit allen rechtlichen Mitteln bis zum königlichen Krongericht. 1596 wurde zwar offiziell ein Jesuitenkollegium am Brigittenkloster gegründet, dieses aber wahrscheinlich nie tatsächlich in Besitz genommen. Nach heftigem Widerstand von Nonnen und Rat konnten die Jesuiten um 1613 vorläufig aus dem Umfeld des Klosters entfernt werden. 1623 gelang es ihnen mit Hilfe des Königs, dort wieder einen Kaplan einzusetzen und die dabeiliegende Maria-Magdalenen-Kapelle zu nutzen, 1638/41 wurde ihnen dieses endgültig verwehrt und die Kapelle abgerissen.
Ihr einziger Aufenthaltsort blieb der Pfarrhof der Marienkirche. Ab 1681/83 durften sie die Königliche Kapelle der Marienkirche nutzen, was zu Tumulten in der Bevölkerung führte. Auch in den folgenden Jahrzehnten gab es mehrfach Proteste gegen die Jesuiten in Danzig.
1773 wurde der Orden aufgehoben. Nach der Wiederzulassung 1814 gelang es ihnen nicht mehr, in der Stadt eine Niederlassung zu gründen.
Seit 1945 haben Jesuitenbrüder eine Residenz an der Heilig-Geist-Kirche, dazu betreuen sie die Andreas-Bobola-Kirche und bis 1990 auch die Bartholomäuskirche.